# Player (banda)
Player é uma banda americana de rock da década de 1970. A banda foi formada por Peter Beckett, Ronn Moss, John Charles Crowley e John Friesen, porém, depois de várias alterações com o tempo, a banda tem apenas dois dos seus integrantes originais (Beckett e Moss) até 2017, atualmente, Beckett é o único integrante original da banda. O sucesso veio do álbum de estreia "Player" junto aos singles
Baby Come Back", de 1977, número 1 na parada da Billboard durante 3 semanas. e "This Time I'm In It For Love" que ficou na décima primeira posição nas paradas locais. Um ano depois, a banda lançou o álbum "Danger Zone" junto aos singles "Silver Lining" e "Prisioner Of Your Love", ele não fez tanto sucesso igual ao do primeiro álbum mas ganhou certificado de disco de ouro pela RIAA em 17 de outubro de 1978.
Após Crowley ter deixado a banda, em 1980, Beckett, Moss e Friesen (ainda no Player) lançaram o terceiro álbum titulado "Room With A View", dois anos depois, Moss também deixou a banda para se dedicar a sua carreira como ator, e restou apenas Beckett e Friesen, em 1982 a banda havia lançado o álbum "Spies Of Life" que foi um verdadeiro fracasso de vendas já que o single "If Looks Could Kill" havia parado na posição 48 na Billboard e eles entraram em crise e terminaram com a banda no mesmo ano.
Em 1994 Beckett e Moss se encontraram para reformar o Player, e um ano depois lançaram o álbum "Electric Shadows" no japão, "Lost In Reality" em 1996, e depois de mais uma parada em 2003 e retornado em 2007, eles voltaram com suas turnês e em 2013 lançaram o álbum "Too Many Reasons". Atualmente, a banda ainda continua fazendo turnês.

## História

### Formação e os primeiros anos (1974-1976)
Em 1974, Beckett se mudou para os Estados Unidos para fazer parte da banda local "Skyband" junto com Steve Kipner. Logo, a banda tinha acabado e Beckett permaneceu em Los Angeles. Foi quando ele conheceu J.C. Crowley, no final de 1975 em Hollywood, ambos eram os únicos que estavam vestidos com Jeans e camisetas para assistir a uma festa de vestidos brancos. J.C. nasceu em Galveston Bay, Texas e Beckett na Inglaterra.
Curiosamente, ambos haviam sido contratados para serem cantores e fizeram planos de se encontrar mais tarde e formar uma banda. Na garagem de J.C., eles começaram a trabalhar em novo material. Eles se chamavam "Riff Raff",  mais tarde mudou seu nome para" Bandana "e gravou um sample chamado de" Jukebox Saturday Night ". A química era suficientemente boa para Beckett e Crowley colocado em um acordo com a ideia de organizar uma outra banda para gravar suas próprias canções. Eles contrataram Mark Roswell, que mais tarde os levou para serem recebidos por Paul Palmer. Paul apresenta o seu amigo Ronn Moss, que mais tarde fora incluído na banda como baixista. Apenas três membros deu interferência na banda por um tempo, depois, Ronn trouxe seu velho amigo chamado John Friesen, ambos tinham estado em bandas do ensino médio juntos. John Friesen tinha começado sua carreira com a banda  Follies gelo  como baterista e percussionista. O estilo musical da banda se tornou um mainstream pop rock com teclados harmonias suaves e em camadas. Este parecia dar certo em relação aos sons de vento de L. A. na forma e no tempo.
No início de 1976, a banda começou a tocar em bares e concertos para aprimorar suas habilidades como músicos. Seus potenciais os levaram ao redor dos escritórios dos vários produtores para tocarem ao vivo. A teoria da banda era que "demo pode ser jogado em uma prateleira e esquecer, quando não se encaixar como uma banda ao vivo". A banda foi rejeitada várias vezes em suas entrevistas, até que finalmente terminaram no escritório de Dennis Lambert e Brian Potter. Dennis e Brian eram bem conhecidos no momento da produção de vários artistas, como base de The Four Tops, Dusty Springfield, Glen Campbell, Righteous Brothers, entre outros. Eles haviam cantado a música já composta Baby Come Back, Lambert e Potter estavam impressionados que mesmo sabendo que a banda tinha algo único. Em seguida, eles levaram os rapazes para o estúdio para gravar algumas músicas. Com base nelas, Lambert e Potter ficaram bastante impressionados, mas não foram contratados, e desde então eles foram para uma outra produtora. Pouco depois, eles colaboraram com o proprietário da RSO, Robert Stigwood e o CEO, Alex Corey e obtiveram seu primeiro contrato, embora a banda ainda não tinha nenhum nome em particular.

### O nome da banda (1976-1977)
A questão de uma banda sem nome foi resolvido assistindo a um filme na televisão. Eles viram o filme o papel "Players" na lista de créditos, e assim trouxe a ideia para se tornar o Player. A banda também acrescentou teclado com o músico Wayne Cook, um membro da banda Steppenwolf (1976), como um artista da sessão. Alguns meses mais tarde, com o trabalho de rádio em massa, o Player teve o hit internacional chamado "Baby Come Back". Esta música foi escrita quando Peter Beckett terminou um longo relacionamento. Mesmo na dor, ele sentou-se com J. C. Crowley para escrever, e seu humor fora na canção. Esta canção explodiu nas rádios em outubro de 1977 e alcançou o número um em os EUA em janeiro de 1978.

### Player,Danger Zonee anos em turnês (1977-1979)
Player foi eleito pela revista Billboard e Novos Singles Artist no final de 1978. "Baby Come Back" foi seguido pelo Top 10 hit, This Time I'm In It For Love, que alcançou a posição # 10 na lista. Ambas as canções apareceu em seu álbum de estreia. Como ambos se destacaram em tocar guitarra, Peter e J. C. compartilharam o lugar de vocalistas neste álbum, com exceção de "Tryin' To Write A Hit Song", que Ronn Moss tinha uma voz nele. É também atribuída a J. C. tocando nos teclados, sintetizador e guitarra. Primeiro, eles tocaram ao vivo com a abertura de Gino Vannelli em Dezembro de 1977, e mais tarde com Boz Scaggs. Foi no meio desta turnê que "Baby Come Back" se tornou um grande sucesso, e a banda tirou de lá.
Durante os últimos meses de 1977 e início de 1978 eles gravaram novos materiais, que também foi publicado um álbum com o selo da RSO, chamado de Danger Zone. Este segundo álbum contém as músicas Prisioner Of You Love, que conseguiu a lista de top 40, e Silver Lining manteve-se em # 62. Quando seu primeiro álbum foi captado na música Pop e o som ensolarado da Califórnia, Danger Zone era o lado mais iluminado do Rock progressivo banda com guitarras e sons mais pesados que empurraram a frente. Tanto o LP, Player como Danger Zone, também lançou o "8-Track", que era disco de ouro. Pouco depois, a banda adiciona a uma das maiores turnês de "Arena de rock" em EUA com Eric Clapton chamado  Slowhand , convidando-os a abrir o seu show. Mais tarde, o tecladista Cook deixou a banda e foi substituído por Bob Wooley. Finalmente, a banda ganhou reconhecimento participando de outros shows com artistas como Heart e Kenny Loggins durante o final de 1978. Depois de  tocar o último em um concerto Coconut Grove, Miami, Florida em 29 de outubro 1978, a tensão entre os membros de várias bandas foi causado um duro golpe neles e fez Beckett deixar a banda após o encerramento do show. O grupo então decide um formulário assinado um novo contrato, mas nenhuma esperança de sucesso. Player queria que a RSO poderia reforçar a sua imagem, e por isso colocar em vários shows com grandes grupos que influenciaram o hard rock. Após esses amplos turnês, Crowley decidiu voltar às suas raízes no gênero música country, e deixou a banda em 1979 para iniciar a sua carreira solo. Peter, Ronn e John decidiu continuar com outras canções para gravar seu terceiro LP Room With A View.

### Room With A View,Spies Of Lifee os últimos anos (1979-1983)
Ao terminar seu contrato com a RSO Player então, assinou com a Casablanca Records, lançando seu terceiro álbum, "Room With A View", Peter produziu o álbum junto a Tony Peluso. Com este álbum veio o single "It's For You", que alcançou o Top 40. "Room With A View" era uma combinação de melodias suaves, como "Bad News Travels Fast" canções de rock pesadas como "Tip Of The Iceberg". Peter cantou e escreveu todas as músicas deste LP. No final da turnê, Ronn Moss decidiu entrar no showbiz Soap Opera e deixou a banda em 1981 para fazer filmes na Itália. Os outros membros, Peter e John continuaram a carreira da banda e mais tarde veio dois músicos: Miles Joseph como guitarrista e Rusty Buchanan como baixista. No final de 1981, Peter e Dennis Lambert colaboraram com a RCA para o lançamento do quarto LP do Player, Spies Of Life. Nesse álbum veio o single "If Looks Could Kill", que parou na #48 posição das paradas nos E.U.A.
Com Buchanan nos teclados, Miles também se juntou a voz compartilhada com Peter Miles foi colocado como um músico de sessão (como visto no vídeo da música "It's For You"em 1978), mas, em seguida, ele apareceu como um outro membro da banda. J. C. Crowley apareceu novamente neste álbum, mas desta vez como um co-escritor junto à Dennis Lambert em I'd Rather Be Gone, uma canção que representou um clima mais lento e mais suave. Após esse álbum, a banda apareceu em um programa de TV chamado  Solid Gold , onde eles realizaram algumas de suas canções. As apresentações foram entre 1982 e 1983, daí a banda havia terminado.

### Depois do Player e antes do retorno (1983-1995)
Beckett começou a produzir e compor músicas para vários filmes e artistas durante a década de 80, seus trabalhos mais conhecidos foram as composições de "Twist of Fate" para a cantora Olivia Newton-John e "Moment Of Truth" para a banda  Survivor, parte da trilha sonora de  Karatê Kid: A Hora da Verdade ambos os trabalhos foram compostos em parceria com o músico Steve Kipner da qual formariam a dupla  Think Out Loud.
Ronn Moss começou a sua carreira como ator em 1981 participando em alguns filmes na itália, em 1987, Moss fizera parte do elenco da soap opera The Bold and the Beautiful do canal CBS até 2012.
J.C. Crowley dedicou sua carreira a música country lançando o álbum de sucesso "Beneath the Texas Moon" e compondo músicas para outros artistas.
John Friesen deixou a música depois do termino da banda, e se dedicou a filmagem de vários documentários.

## Membros
- Peter Beckett (voz, guitarra)
- John Charles "J.C." Crowley (vocais, teclados, guitarra)
- Ronn Moss (baixo, vocais)
- John Friesen (bateria)
- Wayne Cook (Músico convidado) (teclados)
- Rob Math (Desde 2009) (Guitarra)

## Discografia

### Álbuns de estúdio
| Ano  | Título                 | Selo                |
| 1977 | ''Player''             | RSO Records         |
| 1978 | Danger Zone            | RSO Records         |
| 1980 | Room With A View       | Casablanca Records  |
| 1982 | Spies Of Life          | RCA Records         |
| 1995 | Electric Shadows       | Polystar Co.        |
| 1996 | Lost in Reality        | River North Records |
| 2013 | "Too Many Reasons"     | Frontiers Records   |
| 2018 | "Baby Don't Come Back" | Righthook Records   |

### Compilações
| Ano  | Título             | Selo               |
| 1990 | Best of Player     | Mercury Records    |
| 1998 | The Best of Player | Polygram Records   |
| 2001 | Player/Danger Zone | One Way Records    |
| 2005 | Baby Come Back.... | Intersound Records |

### EP's
| Ano  | Título        | Selo              |
| 1979 | Silver Lining | RSO Records       |
| 2012 | "Addiction"   | Frontiers Records |

### Singles
| Ano  | Título                               | Selo                |
| 1977 | This Time I'm In It For Love         | RSO                 |
| 1977 | "Baby Come Back"                     | RSO                 |
| 1978 | "Silver Lining"                      | RSO                 |
| 1978 | "Prisioner Of Your Love"             | RSO                 |
| 1980 | "It's For You"                       | Casablanca Records  |
| 1980 | "Givin' It All"                      | Casablanca Records  |
| 1982 | "If Looks Could Kill"                | RCA Records         |
| 1982 | "Thank You For The Use Of Your Love" | RCA Records         |
| 1982 | "I'd Rather Be Gone"                 | RCA Records         |
| 1996 | "Footprints In The Sand"             | River North Records |